# Kyselina pelargonová
Kyselina pelargonová (systematicky kyselina nonanová) je nasycená monokarboxylová kyselina. Její soli a estery se nazývají pelargonáty (systematicky nonanoáty).

## Vlastnosti
Kyselina pelargonová je za normálních podmínek čirá nebo nažloutlá olejovitá kapalina nepříjemného zápachu.

## Použití
Samotná kyselina se používá na výrobu plastifikátorů.
Amonná sůl této kyseliny se používá ve směsi s glyfosátem jako neselektivní herbicid.
Estery kyseliny pelargonové se přidávají do potravin jako aromata.
Její derivát (amid) 4-nonanoylmorfolin je přísadou v některých pepřových sprejích.